# نوونیکولایفکا (شهرستان ایشیمبایسکی، باشقیرستان)
نوونیکولایفکا (انگلیسی: Novonikolayevka, Ishimbaysky District, Republic of Bashkortostan) یک شهرک در شهرستان ایشیمبایسکی استان باشقیرستان کشور روسیه است.